# Luis Carrillo
Luis Alexander Carrillo Trujillo (Valencia, 14 maggio 1993) è un cestista venezuelano.

## Carriera
Con il Venezuela ha disputato i Campionati americani del 2017.